# 2736 Опс
2736 Опс (2736 Ops) — астероїд головного поясу, відкритий 23 липня 1979 року.
Тіссеранів параметр щодо Юпітера — 3,582.